# Aletes de pollastre
Les aletes de pollastre són un plat estatunidenc de menjar ràpid escombraria consistent en aletes de pollastre fregides i cobertes amb una salsa picant feta de mantega i bitxo. Als Estats Units se serveixen en bars i locals de menjar ràpid, acompanyades d'api i salsa cremosa de formatge blau. La salsa per a les aletes de pollastre conté vinagre, bitxo picant i mantega. En anglès, són conegudes com a Buffalo wings, per la ciutat on són típiques, Buffalo, o bé chicken wings. La salsa de les aletes és una barreja de salsa picant, feta amb vinagre i bitxo, amb mantega o margarina. La quantitat de bitxo pot variar i donar salses més o menys picants. Les ales se seccionen per les articulacions i es fregeixen sense arrebossar, en fregidora o, actualment, de vegades, a la graella o al forn. Després se serveixen en un bol ben barrejades amb la salsa de mantega i bitxo.
L'origen d'aquest plat no se sap del cert, però alguns n'atribueixen la invenció precisament a Teresa Bellissimo, propietària del Bar Anchor de Buffalo, que als anys seixanta
hauria tingut la idea de fer aquest nou plat improvisant un sopar ràpid per al seu fill, segons uns,
o per fer una tapa barata per als seus clients, segons altres llegendes urbanes, o fins i tot per aprofitar una remesa inesperada d'aletes de pollastre, que haurien arribat per error en comptes de la carn per fer la salsa bolonyesa de la pasta. Altres diuen que l'inventor va ser un home anomenat John Young, també de Buffalo.